# Aad Berkhout
Adrianus Jacobus (Aad) Berkhout (16 maart 1932 – Putten, 20 maart 2001) was een Nederlands politicus van de CHU en later het CDA.
Hij begon zijn ambtelijke loopbaan op 1 augustus 1947 als jongste bediende bij een belastingkantoor en zou tot zijn pensioen in overheidsdienst blijven. Daarnaast was hij ook actief in de politiek. Zo is hij lid geweest van de Provinciale Staten van Gelderland en wethouder geweest in Arnhem. In augustus 1978 werd Berkhout benoemd tot burgemeester van Putten wat hij tot zijn pensionering in april 1997 zou blijven. Vier jaar later overleed hij op 69-jarige leeftijd.